# Championnats du monde de ski alpin 1935
Navigation
Saint-Moritz 1934 Innsbruck 1936
Les championnats du monde de ski alpin 1935 ont eu lieu à Mürren en Suisse du 22 au 25 février 1935.
Pour la deuxième fois après 1931, Mürren accueille l'évènement.
Chez les hommes, l'Autrichien Anton Seelos réalise le doublé slalom-combiné comme en 1933 et son compatriote Franz Zingerle remporte la descente.
La France remporte ses premières médailles en championnats du monde : Émile Allais obtient une médaille d'argent en descente et en combiné et François Vignole gagne le bronze en slalom.
La Norvège remporte sa première médaille en championnats du monde avec Birger Ruud, troisième du combiné.
Le Suisse David Zogg gagne la septième médaille de sa carrière avec l'argent en slalom.
Chez les femmes, l'Allemande Christl Cranz réalise le doublé descente-combiné et obtient la médaille d'argent en slalom. La Suissesse Anny Rüegg, championne du monde de descente en 1934, remporte le slalom ainsi qu'une médaille d'argent en combiné et une médaille de bronze en descente. L'Allemande Käthe Grasegger décroche 2 médailles de bronze en slalom et en combiné.
L'Autriche remporte le classement des médailles grâce à son triplé chez les hommes. L'Allemagne se classe en seconde position avec le doublé réalisé par Christl Cranz.

## Palmarès

### Hommes
| Épreuves | Or                      | Argent              | Bronze                                           |
| -------- | ----------------------- | ------------------- | ------------------------------------------------ |
| Descente | Franz Zingerle Autriche | Émile Allais France | Fritz Steuri Suisse                              |
| Slalom   | Anton Seelos Autriche   | David Zogg Suisse   | Friedl Pfeiffer Autriche François Vignole France |
| Combiné  | Anton Seelos Autriche   | Émile Allais France | Birger Ruud Norvège                              |

### Femmes
| Épreuves | Or                      | Argent                            | Bronze                    |
| -------- | ----------------------- | --------------------------------- | ------------------------- |
| Descente | Christl Cranz Allemagne | Hady Pfeiffer-Lantschner Autriche | Anny Rüegg Suisse         |
| Slalom   | Anny Rüegg Suisse       | Christl Cranz Allemagne           | Käthe Grasegger Allemagne |
| Combiné  | Christl Cranz Allemagne | Anny Rüegg Suisse                 | Käthe Grasegger Allemagne |

## Classement par nations
| Rang | Nation    | Or | Argent | Bronze | Total |
| ---- | --------- | -- | ------ | ------ | ----- |
| 1    | Autriche  | 3  | 1      | 1      | 5     |
| 2    | Allemagne | 2  | 1      | 2      | 5     |
| 3    | Suisse    | 1  | 2      | 2      | 5     |
| 4    | France    | 0  | 2      | 1      | 3     |
| 5    | Norvège   | 0  | 0      | 1      | 1     |

## Participants par nations
| France | Émile Allais René Beckert Paul Gignoux Maurice Lafforgue André Tournier François Vignole |